# Champagne no Koi
Singles de Melon Kinenbi
Namida no Taiyō
(2004) Nikutai wa Shōjiki na Eros
(2005)
 Champagne no Koi  (シャンパンの恋) est le 13e single du groupe de J-pop Melon Kinenbi, sorti le 27 octobre 2004 au Japon sur le label zetima, (co)écrit et produit par Tsunku. Il atteint la 25e place du classement de l'Oricon, et reste classé pendant trois semaines.
La chanson-titre, composée par Chihiro Imai du groupe Something Else (en), figurera sur l'album The Nimaime qui sort un mois plus tard, puis sur la compilation Mega Melon de 2008. La chanson en "face B", Koi no Shikumi, figurera quant à elle sur la compilation de "faces B" Ura Melon de 2010.

## Liste des titres
1. Champagne no Koi  (シャンパンの恋?)
2. Koi no Shikumi.  (恋の仕組み。?)
3. Champagne no Koi (instrumental) (シャンパンの恋...?)